# هنگیانگ
هنگیانگ (به لاتین: Hengyang) یک شهر مرکزی در جمهوری خلق چین است که در هونان واقع شده‌است.

## خصوصیات
هنگیانگ ۱۵٬۲۷۹ کیلومترمربع مساحت و ۷٬۱۴۱٬۴۶۲ نفر جمعیت دارد.

## خواهرخوانده
شهر کالاراشی خواهرخواندهٔ هنگیانگ هست.